# 국민학교

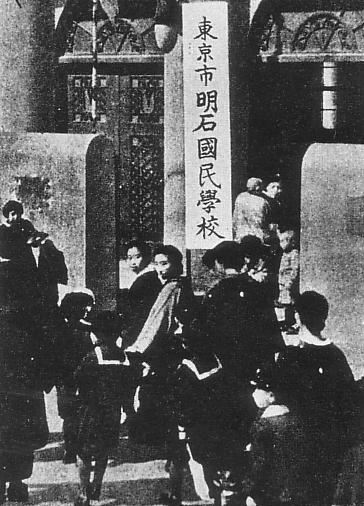
도쿄시 아카시 국민학교. 현재 주오구립 아카시소학교.

국민학교(國民學校)는 일본 제국에서 중일 전쟁 발발 후 사회 정세에 따라 설치되어 보편적인 초등교육 및 전기 중등교육을 행한 학교이다.

## 상세
본래 심상소학교와 고등소학교로 이루어져 있던 소학교(小學校) 제도를 개편한 것으로, 1941년 국민학교령에 따라 설립되었다. 명칭은 당시 문부성 보통학무국 초등교육 과장에 따르면 "국민의 기초교육을 베푸는 학교"에서 유래한다. 아울러 당시 동맹국이던 독일의 초등교육에 기원을 두고 독일어 Volksschule(Volks는 '국민·민족', schule은 '학교'를 뜻함)의 번역이라는 설이 있다.
또한 이 제도의 도입은 교육칙어의 가르침을 받들어 황국의 도에 입각한 초등보통교육을 베풀어 기초적 연성을 목적으로 한다는, 국가주의적 색채가 농후하게 가미되었다.
국민학교는 황국의 도에 입각하여 초등보통교육을 베풀어 국민의 기초적 연성을 행함을 목적으로 함
(國民學校󠄁ハ皇國ノ道󠄁ニ則リテ初等普通󠄁敎育ヲ施シ國民ノ基礎的󠄁鍊成ヲ爲スヲ以テ目的󠄁トス)— 국민학교령 제1조

제도 상의 개혁을 열거하자면 다음과 같다.
- 소학교 심상과를 국민학교 초등과(수업연한 6년), 소학교 고등과를 국민학교 고등과(수업연한 2년)로 개조.
- 국민학교의 고등과 2년 수료자를 대상으로 수업연한 1년의 특수과를 설치하는 것이 가능함.
- 1944년(쇼와 19년)부터 의무교육 연한을 6년에서 8년(국민학교초등과 6년+국민학교고등과 2년/국민학교초등과 6년+구제중등학교 2년)으로 연장하는 것을 규정.[3] 단 교육에 관한 전시비상조치방책에 의해 연기되어 국민학교가 폐지될 때까지 의무교육의 연장은 결국 행해지지 않음.
- 학구제를 도입하여 입학자를 학구 내에 주소하는 아동으로 한정한다.[4]
- 이하와 같은 대책을 강구하여 취학의무를 철저히 꾀한다.[4]
- 빈곤 등에 따른 아동취학의무면제·유예제도를 폐지.
- 심신이상아동을 위하여 지금까지 가정에서 의무교육을 행하여도 가능하게 한 제도를 폐지, 특별한 영호시설을 설치.
- 교두(敎頭)와 양호훈도(養護訓導)를 설치하거나 교장과 교두를 주임대우함으로써 직원의 조직·대우를 개선함.

## 전후
1947년(쇼와 22년) 4월 1일 학제개혁에 따라 국민학교는 폐지되고 국민교초등과는 신제소학교로 개조, 신제중학교가 발족하여 국민학교고등과 1년생원과 2년생 가운데 희망자는 신제중학교 2, 3년생이 되었다.
대한민국에서는 독립 후 초등교육 6년간을 '국민학교'로 호칭하며 계속 써오다 김영삼 정권이던 1995년 초등학교로 개칭하였다. 조선민주주의인민공화국에서도 독립 이후부터 초등교육 6년간을 '인민학교'(人民學校)로 호칭하며 계속 써오다 2002년 9월을 기해 '소학교'(小學校)로 이름을 바꿨다. 대만에서는 1941년 설립되었으며, 독립 후에도 '국민학교'(약칭 '국교')를 계속 써오다 1968년 '국민소학(國民小學)'(약칭 '국소')으로 개칭하였다.

## 참고 문헌
- 山中恒 (1986년 11월 20일). 《子どもたちの太平洋戦争 国民学校の時代》. 岩波新書黄　356 (일본어). 東京都千代田区: 岩波書店. ISBN 4-00-420356-2.
- 文部省, 편집. (1981년 9월 5일). 〈国民学校の成立〉. 《学制百年史》 (pdf) (일본어). 東京都新宿区: 株式会社帝国地方行政学会. 2023년 8월 6일에 확인함.